# Ludwig Senfl
Ludwig Senfl, nacido en 1486, muerto entre el 2 de diciembre de 1542 y el 10 de agosto de 1543, fue un compositor suizo del  Renacimiento, activo en Alemania. Fue el alumno más célebre de Heinrich Isaac y tuvo una influencia considerable en el impulso de la música polifónica en Alemania.

## Biografía
Senfl nació probablemente en Basilea alrededor de 1486. Después de haber vivido en Zürich de 1488 a 1496, se unió al coro de la capilla real (Hofkapelle) del emperador Maximiliano I de Habsburgo. Exceptuando una breve visita en 1504, no parece que volviera a vivir en Suiza.
En 1497, continua en la capilla en Viena donde, entre los años 1500 y 1504, estudió probablemente durante tres años, práctica corriente para los coristas a los que les cambiaba la voz, en el marco de la formación clásica del clero. Durante este periodo, estudia con Heinrich Isaac, a quien sirve de copista a partir de 1509. Es conocido por haber copiado lo esencial de los Choralis constantinus, un trabajo monumental que no acabó más que después de la muerte de Isaac.
Después de un viaje a Italia entre 1508 y 1510, Senfl vuelve a la Hofkapelle. A la muerte de Isaac en 1517, el emperador propone a Senfl que le reemplazara como compositor de la Corte. En 1518, Senfl pierde un dedo del pie en un accidente de caza. Esta herida parece haberlo impedido componer durante un año.
Cuando el emperador muere en 1519, Senfl se queda sin empleo, y en una mala decisión: Carlos Quinto despide a la mayoría de los músicos de Maximiliano, y rechaza incluso pagar a Senfl el salario anual que se le había prometido en caso de óbito del emperador. 
Durante los años siguientes, viaja durante mucho tiempo en búsqueda de un cargo, ejerciendo como compositor.
Participa en la dieta de Worms en 1521, y, aunque no se convirtiera oficialmente al protestantismo, compartía las ideas de Martín Lutero, lo que le valió ser investigado por la Inquisición.
A partir de 1530, mantiene una correspondencia abundante con el duque Alberto I de Prusia así como con Martín Lutero. Obtiene finalmente una plaza en Münich, una ciudad que tenía necesidad de nueva música, y que era relativamente tolerante hacia los protestantes. Permaneció allí hasta el final de sus días. En 1540, cae enfermo, a juzgar por su correspondencia con el duque Alberto, y muere probablemente a principios del año 1543.

## Música e influencia
Senfl fue un compositor ecléctico, tanto en la música sacra como en la profana. Construyó su estilo sobre los modelos proporcionados por los compositores franco-flamencos de la generación precedente, como Josquin des Prés. Fue un melodista talentoso, y sus líneas melódicas son vivamente líricas. Su música fue popular e influyente en Alemania durante el siglo XVII.
Su música sagrada incluye misas, motetes, vísperas y un Magnificat.
Compuso con ayuda de herramientas arcaicas, como la técnica del cantus firmus, que estuvo más de moda en el siglo XV ; emplea incluso la Isorritmia. Tiene sin embargo un sabor típicamente germánico para los pasajes melódicos que se cantan en paralelo con intervalos imperfectos (terceras y sextas).
Senfl escribió también numerosos lieder alemanes, la mayoría profanos (algunos textos sacros los escribió para el duque Alberto de Prusia). Tienen  un carácter muy diferente, desde de meros cantus firmus, hasta hazañas contrapuntísticas bastante elaboradas como los cánones y  algunos « quotlibets ».